# Maestro (groupe)
Pour les articles homonymes, voir Maestro (homonymie).
Maestro est un groupe de musique électronique franco-écossais. Le groupe signe au label Tigersushi Records et sort en 2015 son premier album studio, Moutains of Madness. Il est suivi en 2018 par l'album Monkey Business.

## Biographie
Le groupe est formé en 2012 par Mark Kerr (chanteur et batteur ayant collaboré notamment avec Joakim, Chloé, Discodeine, Bottox, Albert, Viva and the Diva et pendant 20 ans avec les Rita Mitsouko) et Frédéric Soulard (réalisateur de groupes comme Poni Hoax, Limousine, Alice Lewis, Kouyaté Neerman). En 2014, ils sont rejoints par Antoine Boistelle (batteur pour Vitalic et Owlle). Mark Kerr est le frère de Jim Kerr (fondateur, chanteur et compositeur du groupe Simple Minds), affirmation citée le 21 février 2020 par Nagui (producteur et animateur) dans l'émission Taratata 100% live, sur la chaîne française France 2.
Leur premier album, Mountains of Madness, sort le 16 mars 2015 sur le label parisien Tigersushi Records,, suivi en 2018 par Monkey Business toujours chez Tigersushi. En 2018, ils produisent également le troisième album de Jeanne Added, Radiate chez Naïve Records. En avril 2018, ils jouent aux Printemps de Bourges. Le 12 juin 2018, ils sont en concert au Point Éphémère, à Paris, le 23 juin à Nancy, le 28 juin au Festival Europavox de Clermont-Ferrand, le 29 juin au Havre, et le 1er juillet au Festival Rencontres et Racines d'Audincourt.

## Influences
Leurs influences vont de l’early electro (Frozen) à la musique afro-américaine (Thriller Killer, A War Zone) en passant par l’indus.

## Discographie

### Albums
- 2015 : Moutains of Madness (Tigersushi Records)
- 2018 : Monkey Business (Tigersushi Records)

### Singles et EPs
- 2010 : A War Zone (Tigersushi Records)
- 2012 : Timbuck (Tigersushi Records)
- 2014 : Thriller Killer (Tigersushi Records)
- 2014 : Méchant (Tigersushi Records)

### Remixes
- 2015 : Blind Digital Citizen - Cumbia (Maestro Remix)
- 2016 : VKNG - More (Maestro rainbow mix)